# Chevaux de la chanson de Roland
Les chevaux de la Chanson de Roland sont nommés, et chacun d'eux est attaché à un cavalier particulier. Les premières œuvres de littérature médiévale valorisent peu cet animal, à l'image de Veillantif, monture de Roland le paladin, qui est beaucoup moins mis en avant que ne l'est par exemple, l'épée Durandal. Le rôle de ces chevaux reste relativement effacé. 
Veillantif est le seul associé à un abondant folklore.

## Montures du roi et des paladins
- Blaviet Affilet, cheval d’Olivier dans Roland à Saragosse.
- Passecerf, ou Passëcerf, destrier de Gerier, l'un des douze paladins[3].
- Tachëbrun, destrier de Ganelon[3].
- Tencendur ou Tencendor, destrier du roi Charlemagne[3].
- Veillantif, destrier de Roland le paladin, également associé à un folklore important.

## Montures des sarrasins
- Barbamouche, ou Barbemouche, monture de Climborin[3].
- Gaignun, monture de Marsilion, Roi sarrasin d'Espagne[3].
- Gramimond, cheval de Valdabrun, tué avec ses cavaliers par Roland[3].
- Marmorie ou Marmor, destrier de Grandoyne[3].
- Sautperdu ou Saut-Perdu, destrier de Malquiant[3].